# Flugzeugkollision in Madrid 1983
Die Flugzeugkollision von Madrid 1983 ereignete sich am 7. Dezember 1983, als bei dichtem Nebel auf dem Flughafen Madrid-Barajas eine startende Boeing 727-256 Adv., die den Iberia-Flug 350 (Flugnummer: IB350, Funkrufzeichen: IBERIA 350) zum Flughafen Rom-Fiumicino durchführen sollte, mit einer Douglas DC-9-32 zusammenstieß, die den Aviaco-Flug 134 (Flugnummer: AO134, Funkrufzeichen: AVIACO 134) zum Flughafen Santander durchführen sollte und deren Besatzung mit der Maschine versehentlich im Nebel auf die Startbahn der Boeing gerollt war. Bei dem Unfall wurden alle 42 Personen an Bord der DC-9 getötet und 51 an Bord der Boeing 727. Mehr als 30 Insassen der Boeing wurden darüber hinaus verletzt. Der Unfall ereignete sich nur zehn Tage nachdem eine Boeing 747 auf dem Avianca-Flug 011 ebenfalls bei Madrid verunglückt war.

## Betroffene Maschinen

### Douglas DC-9-32 der Aviaco
Das erste betroffene Flugzeug war eine Douglas DC-9-32, die im Werk von McDonnell Douglas in Long Beach im Bundesstaat Kalifornien endmontiert wurde. Das Flugzeug trug die Werknummer 47645, es handelte sich um die 770. Douglas DC-9 aus laufender Produktion. Das Rollout der Maschine erfolgte am 5. Februar 1975. Die Maschine wurde dann mit dem Luftfahrzeugkennzeichen EC-CGS zugelassen und am 20. März 1975 an die Aviaco ausgeliefert, bei welcher die Maschine mit dem Taufnamen Vasco Nuñez de Balboa in Betrieb ging. Das zweistrahlige Schmalrumpfflugzeug war mit zwei Turbojettriebwerken des Typs Pratt & Whitney JT8D-9A ausgestattet. Bis zum Zeitpunkt des Unfalls hatte die Maschine eine Gesamtbetriebsleistung von 20.078 Betriebsstunden absolviert, auf die 17.909 Starts und Landungen entfielen.

#### Passagiere und Besatzung
Den Flug mit der DC-9 hatten 37 Passagiere angetreten, es befand sich zudem eine fünfköpfige Besatzung an Bord, bestehend aus einem Flugkapitän, einem Ersten Offizier und drei Flugbegleiterinnen.
- Der 54-jährige Flugkapitän befand sich seit dem 2. Juni 1972 im Besitz einer kommerziellen Pilotenlizenz und seit dem 28. April 1976 im Besitz einer Musterberechtigung für die Douglas DC-9. Er verfügte über 13.442 Stunden Flugerfahrung, von diesen hatte er 4.096 Stunden im Rang des Flugkapitäns an Bord der Douglas DC-9 absolviert sowie 2.616 Stunden im Rang des Ersten Offiziers an Bord von Maschinen dieses Typs.
- Der 39-jährige Erste Offizier besaß seit dem 4. April 1972 eine kommerzielle Pilotenlizenz sowie seit dem 2. April 1980 eine Musterberechtigung für die Douglas DC-9. Er verfügte über 10.322 Stunden Flugerfahrung, wovon er 3.655 Stunden im Cockpit der Douglas DC-9 absolviert hatte.

### Boeing 727-200 der Iberia

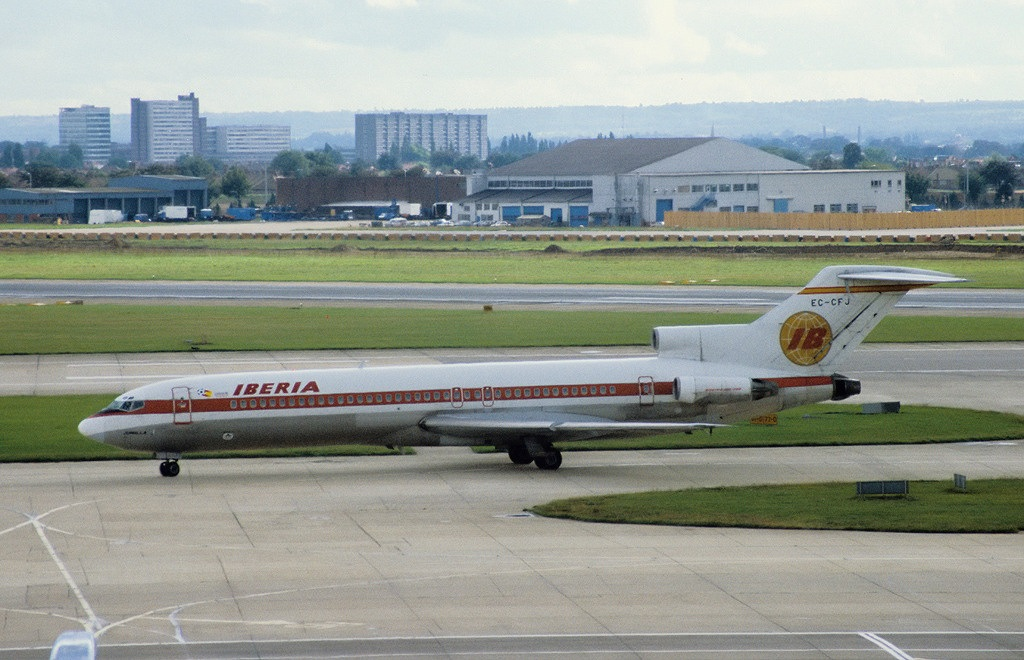
Die beteiligte Boeing 727-256 Adv. der Iberia. An Bord dieser Maschine starben 51 Personen

Bei dem zweiten betroffenen Flugzeug handelte es sich um eine Boeing 727-256, die zum Zeitpunkt des Unfalls neun Jahre und vier Monate alt war. Die Maschine wurde im Werk von Boeing auf dem Boeing Field im Bundesstaat Washington montiert. Sie trug die Werknummer 20820, es handelte sich um die 1019. Boeing 727 aus laufender Produktion. Die Maschine absolvierte am 1. März 1974 ihren Erstflug, ehe sie am 16. April 1974 mit dem Luftfahrzeugkennzeichen EC-CFJ neu an die Iberia übergeben wurde, bei welcher sie den Taufnamen Jumila erhielt. Das dreistrahlige Mittelstrecken-Schmalrumpfflugzeug war mit drei Turbojettriebwerken des Typs Pratt & Whitney JT8D-9 ausgestattet. Bis zum Zeitpunkt des Unfalls hatte die Maschine eine Gesamtbetriebsleistung von 21.525 Betriebsstunden absolviert, auf die 19.936 Starts und Landungen entfielen.

#### Passagiere und Besatzung
Den geplanten Flug von Madrid nach Rom hatten 84 Passagiere angetreten. Es befand sich eine neunköpfige Besatzung an Bord, bestehend aus einem Flugkapitän, einem Ersten Offizier, einem Flugingenieur und sechs Flugbegleiterinnen.
- Der 43-jährige Flugkapitän befand sich seit dem 5. Dezember 1966 im Besitz einer kommerziellen Pilotenlizenz und seit April 1980 im Besitz einer Musterberechtigung für die Boeing 727. Er verfügte über 8.860 Stunden Flugerfahrung, von diesen hatte er 1.919 Stunden an Bord der Boeing 727 absolviert.
- Der 41-jährige Erste Offizier besaß seit dem 23. Februar 1979 eine kommerzielle Pilotenlizenz sowie seit Juni 1979 eine Musterberechtigung für die Boeing 727. Er verfügte über 3.474 Stunden Flugerfahrung, wovon er 2.840 Stunden im Cockpit der Boeing 727 absolviert hatte.
- Der 37-jährige Flugingenieur verfügte seit dem 29. Mai 1974 über eine kommerzielle Pilotenlizenz. Seit Juni 1974 war er für die Boeing 727 zertifiziert. Seine sämtlichen 7.211 Stunden Flugerfahrung hatte er im Cockpit der Boeing 727 absolviert.

## Unfallhergang

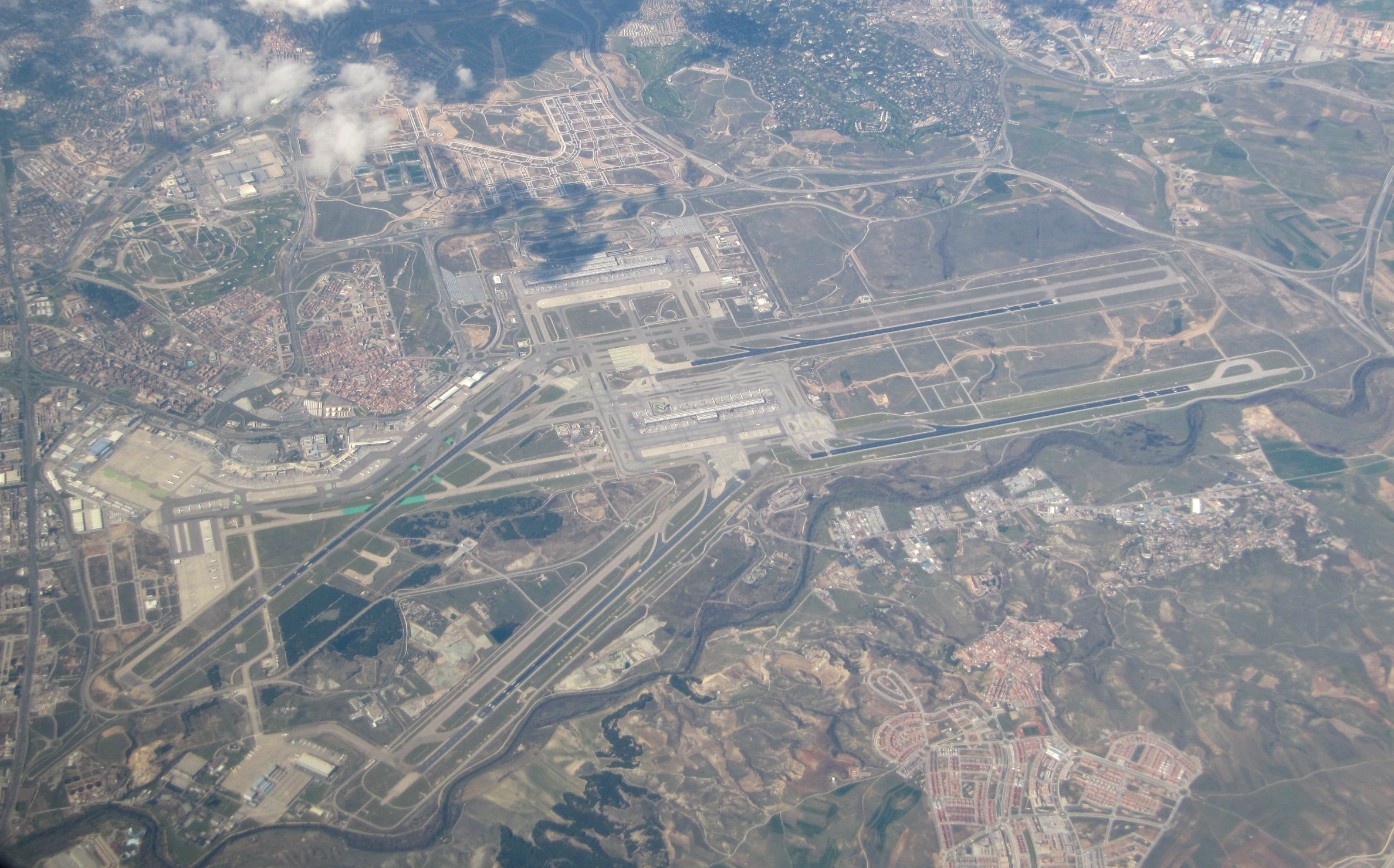
Luftansicht des Flughafens Madrid-Barajas

Zum Unfallzeitpunkt herrschte auf dem Flughafen Madrid-Barajas dichter Nebel bei Sichtweiten von nur etwa 100 Metern. Die Landebahnbefeuerung war bis auf eine Entfernung von 300 Metern zu erkennen. Ab 8:20 Uhr an diesem Morgen sahen sich Flugzeugbesatzungen, die Madrid anfliegen wollten, aufgrund des starken Nebels gezwungen, zu anderen Flughäfen auszuweichen. Abflüge wurden dennoch durchgeführt. Die Besatzung der Boeing 727 forderte um 8:25 Uhr einen Pushback an, die Maschine sollte von der Startbahn 01 zu einem Flug nach Rom starten. Da zahlreiche Fehlanflüge von eintreffenden Maschinen eine Warteschlange am Startpunkt verursacht hatten, verzögerte sich die Freigabe für den Pushback um zwei Minuten auf 8:27 Uhr.
Die DC-9 der Aviaco sollte für einen Flug nach Santander zum Startpunkt derselben Startbahn rollen. Nach einem erfolgreichen Pushback forderte die Cockpitbesatzung um 8:29 Uhr hierfür eine Rollfreigabe an, welche um 8:33 Uhr erteilt wurde. Die Maschine sollte vom nördlichen Vorfeld des Flughafens quer über die innere Rollbahn und anschließend nach rechts auf die äußere Rollbahn rollen. Durch einen Irrtum verpassten die Piloten die Abzweigung zur Rollbahn O7, für die sie hätten scharf nach rechts abbiegen müssen. Stattdessen bogen sie eine Ausfahrt zu spät, leicht nach rechts, auf die Rollbahn J1 ab, welche die Maschine zum Knotenpunkt führte, an dem die aktive Landebahn 01 die Start- und Landebahn 15/33 kreuzte. Als die Piloten der DC-9 auf die Startbahn gerollt waren, glaubten sie, sie befänden sich auf einer Rollbahn. Sie bemerkten ihren Fehler nicht, rollten die Bahn entlang und suchten nach Markierungen auf der Bahnoberfläche, um zu erkennen, auf welcher Rollbahn sie sich befinden. Sie glaubten dabei, sie befänden sich auf der parallel zur Startbahn 01 verlaufenden Rollbahn O5. Sie ließen die Maschine nach links von der Mittellinie rollen, konnten jedoch keine Markierungen finden, da es keine gab, zumal es sich um keine Roll-, sondern eine Start- und Landebahn handelte.
Um 8:37 Uhr meldete die Besatzung der Boeing 727 der Iberia, dass sie sich am Startpunkt der Startbahn 01 befand. Der Lotse der Rollkontrolle übermittelte den Piloten die Frequenz für den Tower, damit diese eine Startfreigabe beantragen konnten. Sieben Sekunden später erbat die Besatzung der Boeing Startfreigabe, welche umgehend erteilt wurde. Gleich darauf begann die Boeing 727 der Iberia den Startlauf von der Startbahn 01. Da sie auf einer anderen Frequenz funkten, waren die Besatzung der DC-9 sowie der Lotse der Rollkontrolle sich nicht über die Handlungen der Besatzung der Boeing bewusst, welche den Startlauf durchführte. Die Besatzung der DC-9 ließ die Maschine nach rechts rollen, womöglich, nachdem die Piloten begonnen hatten zu begreifen, dass sie auf die Start- und Landebahn gerollt waren. Ihre Suche nach einer Ausfahrt blieb dabei erfolglos, da sie lediglich den seitlichen Rand der Start- und Landebahn erreichten, von wo aus sie keine Ausfahrt sichten konnten.
Die Boeing hatte derweil ungefähr die Entscheidungsgeschwindigkeit V1 erreicht, als die Cockpitbesatzung die DC-9 vor sich bemerkte. Die Piloten versuchten erfolglos, der Maschine auszuweichen. Sie versuchten, die Flugzeugnase hochzuziehen, was jedoch misslang, da die Abhebegeschwindigkeit V2 noch nicht erreicht war. Die Boeing 727 steuerte frontal auf die DC-9 zu, welche sich in entgegengesetzter Richtung auf der Startbahn befand. Die linke Tragfläche traf auf den Rumpf der DC-9, die sich daraufhin um 90 Grad drehte. Die Tragfläche der Boeing rasierte den Flugzeugrumpf der DC-9 auf Fensterhöhe ab, wobei alle 42 Insassen der DC-9 getötet wurden. Die linke Tragfläche der DC-9 schlitzte die Boeing unterhalb der Fensterlinie auf der linken Seite auf, wodurch fünf Passagiere der 727 auf der Stelle getötet wurden. Die linke Tragfläche und das linke Hauptfahrwerk der 727 wurden infolge der Kollision abgerissen. Die Tanks beider Flugzeuge explodierten praktisch zeitgleich, beide Maschinen fingen Feuer und brannten aus. Die Boeing schlitterte nach der Kollision einen beträchtlichen Abschnitt der Startbahn entlang, bis sie sich um 180 Grad drehte und der Rumpf in drei Teile auseinanderbrach, welche daraufhin in Flammen gehüllt wurden.
Während an Bord der DC-9 alle 42 Insassen, darunter der südafrikanische Pianist Marc Raubenheimer, bei der Kollision getötet worden waren, hatten die meisten Insassen der Boeing den Zusammenstoß überlebt. Durch das rasche Voranschreiten des Brandes und ihre teils bei dem Unfall erlittenen schweren Verletzungen konnten sich viele von ihnen anschließend nicht mehr retten und erlagen den Flammen und Brandgasen. Von den neun Besatzungsmitgliedern der Boeing überlebten acht und leiteten nach dem Unfall eine Evakuierung der Maschine ein. Den Rettungsmannschaften war zwar bekannt, dass sich ein Unfall ereignet hatte, jedoch hatten sie aufgrund des vorherrschenden Starknebels Schwierigkeiten, die Unfallstelle zu finden, was ihnen erst gelang, als ihnen Überlebende durch den Nebel entgegenhumpelten und ihnen den Weg zur Unfallstelle wiesen. Gemäß einiger Überlebender sollen die Rettungsmannschaften die Unfallstelle erst 20 Minuten nach der Kollision erreicht haben.

## Ursache
Die Ermittlungen wurden dadurch erschwert, dass die DC-9 nicht über einen Cockpit Voice Recorder verfügte, welcher gemäß den Bestimmungen der spanischen Zivilluftfahrt der damaligen Jahre für Flugzeuge bis zu einem bestimmten Baujahr nicht vorgeschrieben war. Die Ermittler stellten fest, dass die Kommunikation zwischen der Besatzung der DC-9 und der Rollkontrolle unpräzise und missverständlich gewesen war. Der Lotse wies die Besatzung an, zu melden, sobald diese vom Vorfeld auf die Rollbahn rollte, nannte hierbei jedoch keine konkrete Rollbahn, nach der sich die Besatzung hätte orientieren können. Ähnlich unpräzise war die Angabe der Besatzung, die angab, dass man „gerade den Parkbereich verlasse“, womit unklar war, ob die Maschine gerade von ihrer Parkposition losgerollt oder den gesamten Parkbereich hinter sich gelassen hatte. Der Lotse forderte die Besatzung nicht auf, ihre Position genauer zu benennen. Der dichte Nebel und das Fehlen eines Bodenradars machten es für den Lotsen unmöglich, die Maschine zu lokalisieren, ferner fehlten am Flughafen Madrid-Barajas Vorschriften, wie bei schlechter Sicht zu verfahren sei. An der Kreuzung, an der die Maschine falsch abgebogen war, liefen fünf Rollbahnen zusammen. Die Beschilderung an dieser Kreuzung war unzureichend. Schilder, welche vor einem Befahren der Rollbahn J1 warnten, welche direkt auf die Start- und Landebahn führte, befanden sich zu weit von der Maschine entfernt, als dass die Besatzung in dem dichten Nebel den Hinweis „NO ENTRY“ von diesen hätte ablesen können. Entlang der Rollbahn J1 gab es zwar weitere Schilder, welche darauf hinwiesen, dass die Besatzung sich auf der falschen Rollbahn befand, jedoch wurden diese aufgrund von Bestätigungsfehlern von den Piloten fehlinterpretiert. Zu der Verwirrung beigetragen habe, dass die Maschine sich nach dem Einbiegen auf die Start- und Landebahn 01 zwar auf dem richtigen Kurs, jedoch an der falschen Stelle befand, da die Bahn parallel zur Rollbahn O5 verlief. Die Streckenführung entsprach damit zwar den Erwartungen der Besatzung, welche jedoch durch das Fehlen der Fahrbahnmarkierungen irritiert war.
Allerdings ignorierten die Piloten der DC-9 völlig die ihnen bekannte Tatsache, dass die Landebefeuerung weltweit grell weiß, die Befeuerung von Rollwegen dagegen blau ist. Beim Versuch, eine Ausfahrt zu finden, dessen Misslingen ebenfalls einer fehlerhaften Einschätzung des eigenen Standortes geschuldet war, hatten die Piloten die Maschine in eine Position gebracht, welche bei der Kollision das schwerstmögliche Resultat für die eigene Maschine, nämlich die völlige Zerstörung der DC-9 und den Tod aller Insassen zur Folge hatte.
In ihrem Abschlussbericht empfahlen die Ermittler, dass der Flughafen Madrid-Barajas Betriebsvorschriften für Rollvorgänge bei schlechten Sichtbedingungen entwickeln sollte. Die Markierungen der Rollbahnen sowie die hierfür verwendeten Farben sollten noch stärker divergierend gestaltet werden. An Rollbahnen wie J1, die nur in eine Richtung zu benutzen seien, sollten zusätzliche, redundante Schilder aufgestellt werden, die es wahrscheinlicher machten, dass Piloten diese erkennen. Wenn Piloten versehentlich eine aktive Start- und Landebahn befuhren, sollten sie durch eine Warnbefeuerung darauf aufmerksam gemacht werden. Alle in Spanien zugelassenen Verkehrsflugzeuge sollten mit Cockpit Voice Recordern ausgerüstet werden, außerdem sollte die ICAO internationale Standards für die Markierung von Start- und Lande- sowie für Rollbahnen entwickeln.

## Folgen
- Als Folge des Unfalls wurden alle spanischen Verkehrsflughäfen so umgestaltet, dass sich deren Start- und Landebahnen nicht mehr kreuzen
- Die umfassenden Empfehlungen aus dem Unfallbericht konnten nicht verhindern, dass sich im Dezember 1990 ein weiterer Unfall auf dem Detroit Metropolitan Wayne Country Airport ereignete, bei dem ebenfalls eine Boeing 727-200 und eine Douglas DC-9 miteinander kollidierten, wobei acht Menschen starben.